# Міас (місто)
Міа́с (рос. Миасс і Миас, рос. дореф. Міассъ, башк. Мейәс) — місто обласного підпорядкування в Росії, Челябінська область.
Населення 146 тис. осіб (2025). Площа міста 111,9 км².
Місто розташоване біля підніжжя Ільменських гір на річці Міас. Неподалік від Міаса знаходиться Ільменський мінералогічний заповідник. Залізнична станція на лінії Уфа—Челябінськ. ВО «УралАЗ», завод «Міаселектроапарат», тальковий завод тощо.
Засноване в 1773 році. Статус міста з 1926 року.
У місті працюють 43 школи, 68 дитячих дошкільних закладів. У місті діють 6 профтехучилищ, 6 технікумів, відкрито 3 філії вузів, 2 музеї, 3 палаци культури, 11 будинків культури і клубів, 38 бібліотек.

## Населення
| 1897     | 1926     | 1931     | 1939     | 1959     | 1962     | 1967     | 1970     | 1973     | 1975     | 1976     |
| -------- | -------- | -------- | -------- | -------- | -------- | -------- | -------- | -------- | -------- | -------- |
| 16 100   | ▲20 000  | ▲20 100  | ▲38 000  | ▲99 043  | ▲109 000 | ▲122 000 | ▲131 331 | ▲139 000 | ▲145 000 | ▬145 000 |
| 1979     | 1982     | 1985     | 1986     | 1987     | 1989     | 1990     | 1991     | 1992     | 1993     | 1994     |
| ▲150 179 | ▲155 000 | ▲157 000 | ▲162 000 | ▲163 000 | ▲167 839 | ▼164 000 | ▲170 000 | ▬170 000 | ▲171 000 | ▬171 000 |
| 1995     | 1996     | 1997     | 1998     | 1999     | 2000     | 2001     | 2002     | 2003     | 2004     | 2005     |
| ▼167 000 | ▬167 000 | ▬167 000 | ▼166 000 | ▲166 900 | ▼166 200 | ▼164 300 | ▼158 420 | ▼158 400 | ▼157 000 | ▼155 700 |
| 2006     | 2007     | 2008     | 2009     | 2010     | 2011     | 2012     | 2013     | 2014     | 2015     | 2016     |
| ▼154 500 | ▼153 600 | ▼152 600 | ▼152 507 | ▼151 751 | ▼151 592 | ▼150 944 | ▼150 665 | ▲150 824 | ▲151 322 | ▲151 387 |
| 2017     | 2018     | 2019     |          |          |          |          |          |          |          |          |
| ▲151 856 | ▼151 673 | ▼151 275 |          |          |          |          |          |          |          |          |

## Промисловість
- Уральський автомобільний завод
- Державний ракетний центр
- Міаський машинобудівний завод

## Освіта
- Філія Південно-Уральського державного університету  [Архівовано 11 лютого 2005 у Wayback Machine.]
- Міаський електромеханічний технікум  [Архівовано 22 серпня 2006 у Wayback Machine.]

## Персоналії
- Іванов Володимир Миколайович (1924—1995) — російський актор.